# バフスカ＝ラックス＝ミルグラムの定理
数学においてバフスカ＝ラックス＝ミルグラムの定理（バフスカ＝ラックス＝ミルグラムのていり、英: Babuška–Lax–Milgram theorem）は、与えられた境界値問題の弱解の存在と一意性を示すために双線型形式が「可逆」であるための条件を与える、有名なラックス＝ミルグラムの定理の一般化である。数学者のイヴォ・バフスカ、ピーター・ラックスおよびアーサー・ミルグラムの名にちなむ。

## 背景
近代の、偏微分方程式の研究のための函数解析的手法においては、与えられた偏微分方程式を直接的に解くのではなく、可能な解のベクトル空間、例えばソボレフ空間 Wk,p の構造を利用することがある。抽象的に、U と V を二つの実ノルム線型空間とし、U∗ と V∗ をそれらそれぞれの連続双対空間とする。多くの応用において、U は可能な解の空間である。与えられたある偏微分作用素 Λ : U → V∗ と特別な元 f ∈ V∗ に対して、次を満たす u ∈ U を見つけることが目的である：
{\displaystyle \Lambda u=f.\ }
しかし弱形式においては、この方程式は V の他のすべての可能な元について「テスト」されたときに成立することのみが求められる。この「テスト」は、微分作用素 Λ を書き直した双線型函数 B : U × V → R に対して達成されればよい。すなわち、この問題の弱解は、次の関係式を満たす u ∈ U である：
{\displaystyle B(u,v)=\langle f,v\rangle \quad \forall \ v\in V.}
1954年のラックスとミルグラムの業績では、この弱形式が、特定のデータ f ∈ V∗ に連続的に依存する唯一つの解を持つための十分条件を明らかにされた。それは U = V がヒルベルト空間であり、B が連続で、強圧的であることである:
{\displaystyle \exists \ c>0{\text{ s.t. }}|B(u,u)|\geq c\|u\|^{2}\quad \forall \ u\in U.}
例えば、有界開領域 Ω ⊂ Rn 上のポアソン方程式
{\displaystyle {\begin{cases}-\triangle u(x)=f(x),&x\in \Omega ,\\u(x)=0,&x\in \partial \Omega \end{cases}}}
を解く際、空間 U はソボレフ空間 H01(Ω) とすればよい。その双対は H−1(Ω) となる。前者はLp 空間 V = L2(Ω) の部分空間である。−Δ に関連する双線型形式 B は、導函数の L2(Ω) 内積
{\displaystyle B(u,v):=\int _{\Omega }\nabla u(x)\cdot \nabla v(x)\,dx}
である。したがって、与えられた f ∈ L2(Ω) に対するポアソン方程式の弱形式の問題は、次を満たす uf を見つけることである:
{\displaystyle \int _{\Omega }\nabla u_{f}(x)\cdot \nabla v(x)\,dx=\int _{\Omega }f(x)v(x)\,dx\quad \forall \ v\in H_{0}^{1}(\Omega ).}

## 定理の内容
1971年にバフスカは、ラックスとミルグラムの先行結果における U と V が同一の空間という制限を弱めることにより、次の一般化に成功した。U と V を二つのヒルベルト空間とし、B : U × V → R を連続な双線型汎函数とする。また B は弱強圧的とする:
{\displaystyle \exists \ c>0{\text{ s.t. }}\sup _{\|v\|=1}|B(u,v)|\geq c\|u\|\quad \forall \ u\in U.}
また、
{\displaystyle \sup _{\|u\|=1}|B(u,v)|>0\quad \forall \ v\in V\setminus \{0\}}
が成立するものとする。このとき、すべての f ∈ V∗ に対して、弱問題
{\displaystyle B(u_{f},v)=\langle f,v\rangle \quad \forall \ v\in V}
には唯一つの解 u = uf ∈ U が存在する。さらに、その解は与えられたデータに連続的に依存する。すなわち
{\displaystyle \|u_{f}\|\leq {\frac {1}{c}}\|f\|}
となる。